# To Kill a King
To Kill A King es un grupo británico de rock que en la actualidad reside en Londres. La banda ha sido comparada con The National, Grizzly Bear Frightened Rabbit.
Han sido los teloneros de los recientes tours Dog Is Dead y Bastille.
To Kill A King tocó en el Reading and Leeds Festivals en agosto de 2013.

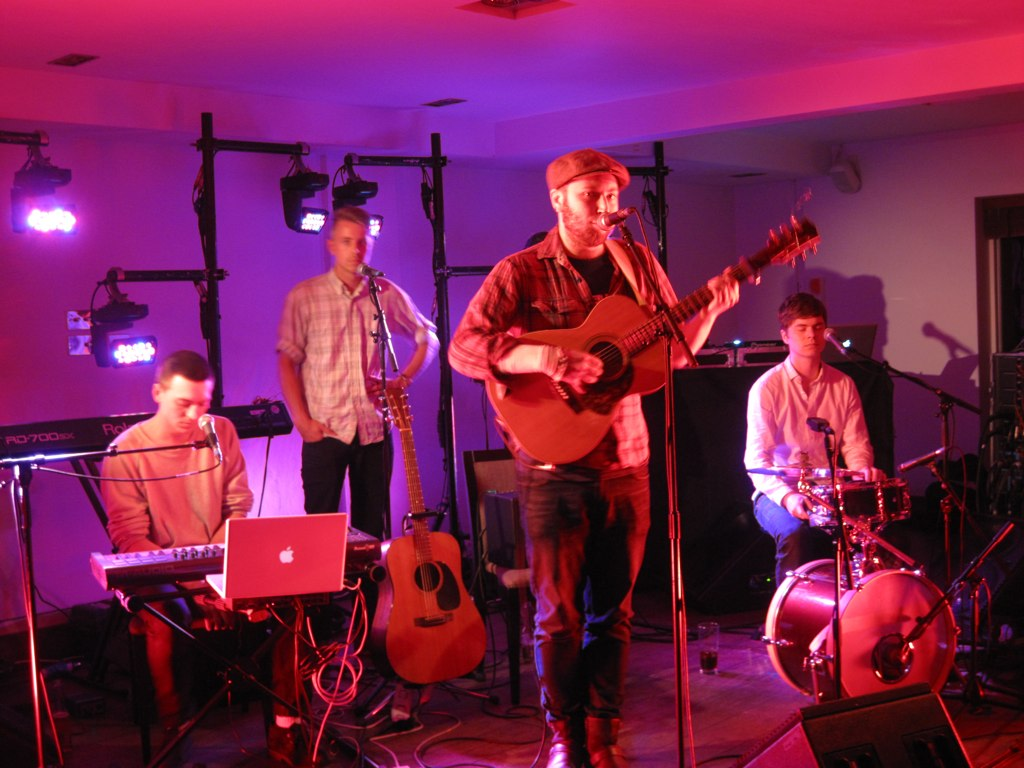
To Kill A King (2015)

## Historia
La banda fue formada en 2009, originalmente llamada Kid iD, por el cantante Ralph Pelleymounter con Ian Dudfield y Josh Platman durante sus estudios en la University of Leeds. Más tarde en 2009, después de un cambio en la alineación, se renombraron como To Kill A King en cuanto Jonathan Willoughby y Ben Jackson se unieron al grupo.
Su primer single, "Fictional State", fue lanzado el 29 de mayo de 2011. Se hizo un vídeo dirigido por Jack King para el sencillo en abril de 2011. El primer EP de To Kill A King, My Crooked Saint, fue lanzado el 16 de octubre de ese mismo año.
Entre abril y julio de 2012, To Kill A King subió vídeos para las canciones de "Funeral", "Let It Die" y "Rays", los cuales fueron vídeos que ellos mismos habían hecho durante los ensayos de las canciones. El Word Of Mouth EP fue lanzado el 23 de julio de 2012. Subieron un vídeo a su canal de Youtube para "Howling" el 8 de octubre de 2012. Para el making of del vídeo Ralph Pelleymounter tuvo que mantenerse sentado durante 36 horas mientras se tomaban 5.000 fotografías para formar un vídeo. El Word of Mouth EP se hizo disponible para descargas digitales gratis. La banda también organizó una competición en la que aquellos que mostrasen las novedades de su nuevo EP de la manera más creativa posible recibirían una copia gratis del CD de Word of Mouth. El CD puede ser ahora adquirido en la tienda en línea de su página web oficial.
La banda firmó con Xtra Mile Recordings en agosto de  2013 y volvió a lanzar su álbum debut, Cannibals With Cutlery, en una versión deluxe, añadiendo 4 canciones adicionales el 7 de octubre. El álbum alcanzó el número 13 en la Official Record Store Chart.
En septiembre de 2013 la banda tuvo otro gran cambio en su alineación, ya que Ian Dudfield y Jonathan Willoughby se marcharon. Grant McNeill (guitarra eléctrica) y Joshua Taffel (batería) les sustituyeron.
El siguiente EP de la banda—Exit, Pursued A By Bear—fue lanzado el 20 de octubre de 2014. El cantante Ralph Pelleymounter describe el EP como "una salida desde donde estuvimos pero no donde vamos a acabar. Llámalo una parada técnica en la carretera hacia el optimismo. un sitio donde tomar algunos snacks y gasolina, tal vez echar un vistazo a las atracciones locales, como una chica con una barba de abejas o el cigarrillo más largo del mundo". El EP presenta 5 nuevas canciones. "Exit, Pursued By a Bear" es una de las más famosas obras dirigidas por Shakespeare, que se presentó en su obra de 1623 The Winter's Tale.
El 7 de enero de 2015, la banda anunció la salida de su segundo álbum, titulado con el epónimo de "To Kill A King" con 11 nuevas canciones. To Kill a King está  ahora disponible a través de iTunes y en la página de la banda en descarga digital, CD y vinilo. Fue lanzado el 2 de marzo de 2015.<ref?>
Con el lanzamiento de su segundo álbum y un tour por Gran Bretaña y Europa, la banda además tocará en un gran número de festivales en 2015, incluyendo una actuación en Junio en el 110 Above Festival enTwycross, Leicestershire.
El 12 de enero de 2018 ha lanzado su tercer álbum, titulado The Spiritual Dark Age.  Para iniciar esta nueva etapa musical, el grupo ha comenzado una gira por Gran Bretaña con doce conciertos que se inició el 11 de enero. Todas las fechas de su nuevo tour pueden encontrarse en su página web.

## Discografía
My Crooked Saint EP - (2011)
| N.º | Título de la canción      | Duración |
| --- | ------------------------- | -------- |
| 1   | Bloody Shirt              | 3:46     |
| 2   | We Used To Protest/Gamble | 4:20     |
| 3   | Family                    | 5:15     |
| 4   | Wrecking Crew             | 3:55     |

Word Of Mouth EP - (2012)
| N.º | Título de la canción | Duración |
| --- | -------------------- | -------- |
| 1   | Howling              | 4:11     |
| 2   | Funeral              | 4:55     |
| 3   | Besides She Said     | 4:30     |
| 4   | Wolves               | 3:31     |
| 5   | Rays                 | 3:55     |
| 6   | Let It Die           | 3:40     |

Cannibals With Cutlery [Versión Deluxe] - (2013)
| N.º | Título de la canción                         | Duración |
| --- | -------------------------------------------- | -------- |
| 1   | I Work Nights And You Work Days              | 4:10     |
| 2   | Cold Skin                                    | 3:20     |
| 3   | Funeral                                      | 4:35     |
| 4   | Wolves                                       | 3:32     |
| 5   | Cannibals With Cutlery                       | 0:42     |
| 6   | Besides She Said                             | 4:28     |
| 7   | Gasp/The Reflex                              | 3:45     |
| 8   | Choices                                      | 6:28     |
| 9   | Rays                                         | 3:55     |
| 10  | Children Who Start Fires                     | 4:34     |
| 11  | Fictional State                              | 4:52     |
| 12  | Family                                       | 5:14     |
| 13  | Letters To My Lover, The Dylan Fan           | 5:41     |
| 14  | Cannibals With Cutlery (Reprise)             | 1:55     |
| 15  | Standing In Front Of The Mirror              | 3:05     |
| 16  | We Used To Protest/Gamble (Gamblers Version) | 5:03     |
| 17  | Howling (Acoustic Version)                   | 4:04     |

Exit, Pursued By a Bear EP - (2014)
| N.º | Título de la canción                     | Duración |
| --- | ---------------------------------------- | -------- |
| 1   | Oh My Love                               | 4:33     |
| 2   | Breathe                                  | 3:01     |
| 3   | The Constant Changing State of Us (Gold) | 4:51     |
| 4   | Love is Coal                             | 5:22     |
| 5   | So My Friends Want To Marry              | 2:58     |

To Kill a King - (2015)
| #  | Título de la canción                        | Duración |
| -- | ------------------------------------------- | -------- |
| 1  | Compare Scars                               | 3:39     |
| 2  | Love Is Not Control                         | 3:11     |
| 3  | Oh My Love                                  | 4:34     |
| 4  | Friends                                     | 3:49     |
| 5  | The Chancer                                 | 4:34     |
| 6  | School Yard Rumours                         | 3:15     |
| 7  | Good Times (A Rake's Progress)              | 2:09     |
| 8  | Musicians Like Gamblers Like Drunks Like Me | 3:28     |
| 9  | Grace at a Party                            | 3:56     |
| 10 | World of Joy (A List of Things to do)       | 4:20     |
| 11 | Today                                       | 1:41     |

The Spiritual Dark Age - (2018)
| #  | Título de la canción                      | Duración |
| -- | ----------------------------------------- | -------- |
| 1  | Spiritual Dark Age                        | 3:10     |
| 2  | The Unspeakable Crimes of Peter Popoff    | 3:26     |
| 3  | Compassion Is a German Word               | 2:56     |
| 4  | Cherry Blossom Falls                      | 2:55     |
| 5  | No More Love Songs                        | 3:33     |
| 6  | Oh Joy                                    | 3:30     |
| 7  | The Good Old Days                         | 3:39     |
| 8  | The One with the Jackals                  | 3:13     |
| 9  | I Used to Work Here, Perhaps You Did Too? | 2:26     |
| 10 | My God & Your God                         | 3:39     |
| 11 | Bar Fights                                | 2:20     |
| 12 | And Yet...                                | 5:18     |